# Microchirita
Microchirita es un género  de plantas  perteneciente a la familia Gesneriaceae. Comprende 55 especies descritas y de estas, solo 18 aceptadas.

## Taxonomía
El género fue descrito por Yin Zheng Wang y publicado en Journal of Systematics and Evolution 49(1): 59. 2011.

## Especies aceptadas
A continuación se brinda un listado de las especies del género Microchirita aceptadas hasta marzo de 2015, ordenadas alfabéticamente. Para cada una se indica el nombre binomial seguido del autor, abreviado según las convenciones y usos.	
- Microchirita aratriformis (D.Wood) A.Weber & D.J.Middleton
- Microchirita barbata (Sprague) A.Weber & D.J.Middleton
- Microchirita bimaculata (D.Wood) A.Weber & D.J.Middleton
- Microchirita caerulea (R.Br.) Yin Z.Wang
- Microchirita caliginosa (C.B.Clarke) Yin Z.Wang
- Microchirita elphinstonia (Craib) A.Weber & D.J.Middleton
- Microchirita hamosa (R.Br.) Yin Z.Wang
- Microchirita involucrata (Craib) Yin Z.Wang
- Microchirita lavandulacea (Stapf) Yin Z.Wang
- Microchirita marcanii (Craib) A.Weber & D.J.Middleton
- Microchirita micromusa (B.L.Burtt) A.Weber & D.J.Middleton
- Microchirita mollissima (Ridl.) A.Weber & D.J.Middleton
- Microchirita oculata (Craib) A.Weber & D.J.Middleton
- Microchirita rupestris (Ridl.) A.Weber & D.J.Middleton
- Microchirita sahyadriensis (Punekar & Lakshmin.) A.Weber & D.J.Middleton
- Microchirita sericea (Ridl.) A.Weber & Rafidah
- Microchirita tubulosa (Craib) A.Weber & D.J.Middleton
- Microchirita viola (Ridl.) A.Weber & Rafidah